# Rychaltice
Vesnice Rychaltice (německy Bartelsdorf) je částí obce Hukvaldy. Nachází se v okrese Frýdek-Místek v Moravskoslezském kraji. Vesnicí prochází cyklotrasa č.6006 vedoucí z přehrady Olešná, přes Palkovice, Myslík, Kozlovice, Hukvaldy, Dolní Sklenov, Rychaltice, Fryčovice, Brušperk a Staříč zpět na přehradu Olešná. V severní části Rychaltic je vedena dálnice D48. Vesnice se rozkládá okolo řeky Ondřejnice. V současné době jsou Rychaltice součástí obce Hukvaldy.

## Dějiny
Počátky Rychaltic sahají na počátek 14. století, první zpráva pochází z roku 1394. Rychaltice byly založeny biskupským úředníkem Bertholdem a také se původně jmenovaly Bertholdesdorf, od roku 1408 se však již uvádějí pod názvem Rychaltice. Náležely ve zvláštním lenním poměru k hukvaldskému panství. Ctibor Syrakovský z Pěrkova, který ves Rychaltice dostal lénem, prodal ji i s dvorem, mlýnem a vápenkou za tři tisíce moravských zlatých Vilému Prusinovskému, pánu hukvaldského hradu. Od této doby byla pod správou hukvaldského panství. Rychaltický dvůr spravoval šafář, povinnost roboty v něm měli poddaní z Rychaltic. Po Josefínské parcelaci zůstal zbytkový statek, který několikrát změnil majitele, až jej v roce 1879 koupil nájemce hukvaldského pivovaru Josef Jung. Jeho rodina ho vlastnila až do roku 1948, kdy jí byl zabaven. Mnoho let sloužily budovy dvora místnímu zemědělskému družstvu. V restituci byl majetek potomkům Josefa Junga vrácen, budovy ve značně zdevastovaném stavu. K Rychalticím patřila od roku 1770 pasekářská osada Krnalovice.
V roce 1580 byla ve vsi zřízena římskokatolická farnost Rychaltice.
V září roku 1900 se v severní části obce stala první smrtelná automobilová nehoda ve střední Evropě, jež si vyžádala jednu oběť. Na stejném místě se pak v srpnu 1936 stala další, ještě tragičtější, automobilová nehoda. Nákladní auto převážející zboží a trhovce z Nového Jičína do Místku sjelo při jízdě z kopce ze silnice a převrátilo se do příkopu. Přímo na místě zahynulo 9 pasažérů, další zahynul při převozu do nemocnice a další pak v nemocnici. Nejmladší oběti bylo šestnáct, nejstarší 65 let. Příčinou nehody byl špatný technický stav vozidla, které mělo vadné brzdy, větší přední kolo a několik dalších technických závad. Další příčinou bylo také přetížení vozidla, které bylo konstruováno na celkové zatížení 1 500 kg. Skutečné zatížení, zahrnující přepravované zboží i pasažéry, osudný den dosahovalo přes 2 500 kg. Majitel vozu i řidič byli za tuto událost odsouzení k sedmi měsícům tuhého vězení. Při pohledu na celkový počet 11 obětí, tak se jedná dosud (2023) o nejtragičtější dopravní nehodu, která se na území obce Hukvaldy stala.

## Kultura

### Školství
Rychaltice měly svou školu. Již v urbáři z roku 1580 je zmínka o škole, je však oprávněna domněnka, že tam škola byla již dříve. První škola byla dřevěná a stála na levé straně Ondřejnice. V polovině 18. století byla postavena na farském pozemku nová škola, za několik let již svou velikostí nevyhovovala. Třetí škola byla v budově čp. 4 (u kostela). V roce 1824 vystavěl arcibiskup olomoucký Rudolf Jan novou školní budovu, zděnou a ta stojí dodnes. Počátkem tohoto století došlo k přestavbě a rozšíření, ve dvacátých letech přibyla ještě další třída. Od roku 1948 se dělila o prostory s mateřskou školou. Školní třídy byly zrušeny po dostavbě nové velké školy v Dolním Sklenově, tam se přestěhovala i mateřská škola. Nyní využívá budovu akademický malíř Antonín Kroča – má v ní svůj ateliér a od roku 1995 i malou galerii.

### Kulturní spolky
- 1895 – založen Sbor dobrovolných hasičů

## Pamětihodnosti
- Kostel sv. Mikuláše